# Bishoujo
Bishoujo (美少女 "smuk, ung pige", også stavet bishōjo) er et japansk udtryk, der bruges om unge og smukke piger, ofte under universitetsalderen. Bishoujo er ikke opført som et ord i den fremtrædende japansk ordbog Koujien. En variant af navnet biyoujo (美幼女) refererer til piger under voksenalderen. Den mandlige modstykke hedder bishounen.

## Bishoujo i manga og anime
Bishoujo figurer ses i næsten alle genrer af anime og manga, specielt i dating sims og visual novels, kendt som bishoujo-spil, og såkaldte harem anime og manga. Den kan skelnes fra den lignende shoujo demografi, ved at den refererer til kønnet og figurernes træk, frem for læsernes. Selvom bishoujo ikke er en genre, men et figurdesign, bliver serier der hovedsageligt indeholder sådanne figurer, så som såkaldte '"harem" eller visual novels, til tider uformelt kaldet "bishoujo-serier". Da et af de grundlæggende tillokkende elementer ved disse serier typisk er tegningerne og de attraktive kvindelige figurer, opfattes udtrykket til tider negativt, som en "genre" der udelukkende er afhængig af dens sælgende, søde figurer, snarere end dens indhold og historie.

## Bishoujo konkurrencer
En skønhedskonkurrence, ved navn Japan Bishoujo Contest, er blevet afholdt siden 1985. Sangstjernen Aya Ueto blev først berømt gennem denne konkurrence på tv, i en alder af 12. Model og skuespiller Ryoko Yonekura har også vundet en bishoujo konkurrence i 1992.
| Anime eller manga | Spire Denne artikel om en anime og/eller manga er en spire som bør udbygges. Du er velkommen til at hjælpe Wikipedia ved at udvide den. |